# ヌーノ・フレシャウト
ヌーノ・ミゲル・フレシャウト・バレート（Nuno Miguel Frechaut Barreto, 1977年9月24日 - ）は、ポルトガルの首都・リスボン出身の同国代表のサッカー選手。ポジションは右SB, 右SH。単にフレシャウト (Frechaut) としても知られている。

## 来歴

### クラブ
リスボンに生まれたフレシャウトは、ヴィトーリアFCのユースを経て、1996-97シーズンの19歳の時にトップチームにしてトップリーグ初出場を飾った。2004年12月まで在籍したボアヴィスタFCでは主に右SBを務め、中心選手として2000-01シーズンのリーグ優勝に貢献した。
ロシア1部のFCディナモ・モスクワでの失敗を経て、2006年1月にSCブラガと契約した。ブラガでの3季（平均22試合出場, UEFAカップに2度出場）後、2009年8月にフランス2部のFCメスと契約。
2部のアソシアソン・ナヴァル・プリメイロ・デ・マイオでの僅かな出場を経て、2012年8月に35歳のフレシャウトは3部の古巣ボアヴィスタと契約し、かつての同僚ペティートと再会した。

### 代表
2001年6月2日の2002 FIFAワールドカップ・ヨーロッパ予選アイルランド戦でポルトガル代表として初出場を飾って以降で17試合に出場した。
2002 FIFAワールドカップでは、唯一出場し唯一勝利したポーランド戦 (4-0) に先発している。また、アテネオリンピックのメンバーにも選出されている。

## 代表歴

### 出場大会
- ポルトガル代表
  - 2002 FIFAワールドカップ

### 試合数
- 国際Aマッチ 17試合 0得点（2001年-2005年）[5]

| ポルトガル代表 | 国際Aマッチ | 国際Aマッチ |
| 年             | 出場        | 得点        |
| -------------- | ----------- | ----------- |
| 2001           | 7           | 0           |
| 2002           | 4           | 0           |
| 2003           | 3           | 0           |
| 2004           | 1           | 0           |
| 2005           | 2           | 0           |
| 通算           | 17          | 0           |